# Олександр Кравчук
Олександр Влодзімєж Кравчук (пол. Aleksander Włodzimierz Krawczuk; 7 червня 1922, Краків — 27 січня 2023, там само) — польський історик античності, есеїст і академічний викладач, професор гуманітарних наук, у 1986-1989 роках міністр культури і мистецтво, депутат Сейму 1-го і 2-го термінів.

## Життєпис
Випускник 4-ї середньої школи Краківського району Подґуже. Під час Другої світової війни був вояком партизанського загону «Жельбет» Армії Крайової. У 1949 році закінчив навчання за спеціальністю "Історія та класична філологія" на філософсько-історичному факультеті Ягеллонського університету, почав наукову роботу на кафедрі стародавньої історії Ягеллонського університету як асистент Людвіка Пйотровича  . Крім того, з 1957 року до моменту вступу на посаду міністра у 1986 році він працював у Педагогічному університеті в Кракові  ; він також читав лекції в Педагогічному університеті в Жешуві  . У 1960 році отримав докторський ступінь на основі дисертації «Колонізація Суллянської» (написаної під керівництвом Юзефа Вольського). Габілітувався в 1963 році на основі дисертації під назвою Virtutis ergo. Надання римського громадянства лідерами Республіки . У 1980–1986 роках очолював кафедру стародавньої історії Ягеллонського університету . У 1985 році отримав вчене звання професора в галузі гуманітарних наук.
Займався стародавньою історією, популяризував питання, пов'язані з античністю. Провадив спільно з Артуром Яніцьким та Ядвігою Кліновською телевізійний документальний цикл «Античний світ професора Кравчука». Опублікував численні наукові праці та науково-популярні книги, перекладені багатьма мовами. Був членом Спілки польських письменників (1971–2003), у 1986–1987 роках був президентом краківського відділу ZLP. Він також був президентом краківського відділення Фундації польської культури та членом Асоціації польських авторів .
У 1986–1989 роках був членом Національного Грюнвальдського комітету. У той же період він був міністром культури та мистецтва в урядах Збігнєва Месснера та Мечислава Раковського. З 1991 по 1997 рік був депутатом Сейму 1-го та 2-го термінів від Альянсу демократичних лівих . У наступні роки він був зарахований до числа симпатиків асоціації Przyjazny Kraków, пов'язаної з Яцеком Майхровським .
З нагоди його 100-річчя в червні 2022 року Історичний музей міста Кракова організував виставку «Aleksander Krawczuk, Sto lat...» у палаці «Под Кшиштофорами» .

## Особисте життя
Син Дмитра та Марії. Він був батьком історика Войцеха Кравчука. Похований на Раковицькому цвинтарі .

## Нагороди та відзнаки
- Великий хрест Ордена Відродження Польщі (1997, нагороджений Президентом Республіки Польща Олександром Квасьневським на знак визнання видатного внеску в національну культуру ) [16]
- Золота медаль «За заслуги перед культурою Gloria Artis» (2009) [17]
- Премія міста Кракова (1972) [18]

## Книжкові видання
- Султанська колонізація (дослідження), Ossolineum, Wrocław 1960 (італійський переклад: La colonizzazione silana, Lo Scarabeo, Bologna 2008).
- Гай Юлій Цезар (біографія), Оссолінеум, Вроцлав 1962, 1972, 1990, 1993.
- Virtutis ergo. Надання римського громадянства керівниками Республіки (хабілітаційна дисертація), "Наукові журнали Ягеллонського університету", № 11, Краків 1963.
- Імператор Август (біографія), Оссолінеум, Вроцлав 1964, 1965, 1973, 1978, 1990.
- Ірод, цар Юдеї (біографія), Wiadomości Powszechna, Варшава 1965, 1985, 1988, 1989.
- Нерон (біографія), Czytelnik, Варшава 1965, 1969, 1974, 1984, 1988.
- Перікл і Аспасія (монографія), Ossolineum, Wrocław 1967, 1987; Інтерарт, Варшава 1995.
- Семеро проти Фів (оповідання), PIW, Варшава 1968; Познаньське видавництво, Познань 1982, 1990; Інтерарт, Варшава 1995.
- Справа Алківіада (монографія), Czytelnik, Варшава 1968, 1989; PIW, Варшава 1975.
- Троянська війна. Міф та історія (монографія), Універсальне знання, Варшава 1969, 1971, 1974, 1985, 1988, 1989; Interart, Варшава 1995 (німецький переклад: Der Trojanische Krieg. Mythos und Geschichte, Urania, Leipzig 1990).
- Клеопатра (біографія), Оссолінеум, Вроцлав 1969, 1971, 1972, 1975, 1985; Graf Media Film, Краків 1993.
- Костянтин Великий (біографія), Знання Речі Посполитої, Варшава 1970, 1985, 1987.
- Господь і його філософ. Про Платона (оповідання), PIW, Варшава 1970; Познаньське видавництво, Познань 1984; Інтерарт, Варшава 1996.
- Родина Костянтина (монографія), Wiadomości Powszechna, Варшава 1972, 1985, 1987.
- Сонник Артемідора (повість), Ossolineum, Wrocław 1972, 1976, 1990; Інтерарт, Варшава 1995.
- Тит і Береніка (оповідання), Чительник, Варшава 1972; Познаньське видавництво, Познань 1985.
- Могили Черонеї (повість), Wydawnictwo Poznańskie, 1972, 1988; Інтерарт, Варшава 1996.
- Рим і Єрусалим (монографія), Czytelnik, Варшава 1974; Познаньське видавництво, Познань 1987.
- Юліан Апостата (біографія), Знання Речі Посполитої, Варшава 1974, 1987.
- Міфи, мудреці, політика; Семеро проти Фів; Господь і його філософ. Про Платона; Справа Алківіада (збірка есе), PIW, Варшава 1975.
- Марафон (монографія), Знання Речі Посполитої, Варшава 1976, 1986, 1988, 1989; Інтерарт, Варшава 1995.
- Остання олімпіада (монографія), Ossolineum, Wrocław 1976, 1988.
- Падіння Риму. Книга воєн (монографія), Ossolineum, Wrocław 1978.
- Міфологія стародавньої Італії (монографія), ВАіФ, Варшава 1982, 1984, 1986.
- Будинок Аргед. Пилип і Олександр (монографія), Wydawnictwo Literackie, Краків 1982.
- Звідси до античності (збірка нарисів), RiTV, Варшава 1985, 1987, 1988.
- Римські імператори, томи I і II, Iskry, Варшава 1986, 1987, 1991, 1992, 1995, 2001
- Розповідь про мертвих. Раковицький цвинтар , KAW, Краків, том І, частина 1 і 2 - 1987, том II, частина 3 і 4 - 1988 рік.
- Далека і близька античність (збірка нарисів), PAX, Варшава 1980; Видавництво Познань, 1987.
- Раковицький цвинтар у Кракові (співавтор), Omnipress, Варшава 1988.
- Міфологічний алфавіт Кравчика, Oficyna Cracovia, Краків 1991.
- Римські жінки (оповідання), Полчек, Варшава-Краків 1992.
- Візантійські імператори, Іскри, Варшава 1987, 1992.
- Хроніка Стародавнього Риму (монографія), Іскри, Варшава 1993, 1994.
- Римські імператриці, Варшава 1998, 2001.
- Рим, церква, імператори (повість), Варшава 2000.
- Польща для Нерона (повість), Варшава 2002.
- Зустрічі з Петронієм (повість), Іскри, Варшава 2005